# Cob (cheval)
Double poney
Pour les articles homonymes, voir Cob.
Un cob ou double poney est, dans le domaine de l'équitation, un cheval trapu de petite taille, intermédiaire entre poney, cheval de selle et cheval de trait, destiné aussi bien à l'attelage qu'à être monté. La notion de « cob » est d'origine anglaise, ce qui explique que la plupart des cobs proviennent des îles Britanniques, où des exhibitions spéciales nommées « shows » leur sont réservées. Cet animal fait un excellent cheval de famille. Il existe plusieurs races de cob, dont le Cob Gypsy, le Welsh cob, et le Cob normand.

## Étymologie et origine du nom
D'après le CNRTL, le mot « cob » est d'origine anglaise. Il apparaît par emprunt dans la langue française au XIXe siècle, pour désigner un « poney robuste » ou un « cheval trapu de taille peu élevée ». Étienne Saurel (1966) estime que la notion française de double poney est équivalente à celle de cob. Un synonyme plus ancien, en français, est « cheval à deux fins ». Le mot « cob » est aussi employé en allemand, un équivalent à ce mot étant Doppelspony (double-poney).
En 1981, Jacques Gendry qualifie le mot « cob » de « relativement neuf » dans la langue française. Attesté en 1880, ce mot pourrait provenir d'un nom dialectal désignant les testicules d'un cheval entier. La notion de « Cob anglais » (English Cob) désigne un cheval compact et musclé ; le mot « cob » n'a pas le même sens en français, où il désigne des chevaux plus grands. La « taille cob » peut aussi être une unité de mesure sur les sites d'achat de matériel d'équitation (taille shetland, poney, cob ou cheval).

## Histoire
En France, les cobs proviennent de l'évolution, après 1918, de la jumenterie des carrossiers normands, alors que la majorité de ces chevaux ont évolué vers un modèle de cheval de selle.

## Description

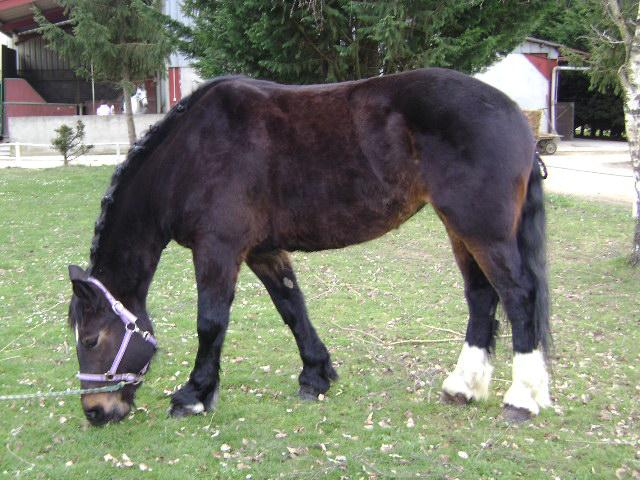
Olympe de fontaine, jument Cob normand.

Le cob est un type de cheval, et non une race,. En 1893, une encyclopédie britannique décrit le « cob approprié de l'Angleterre moderne » comme « l'animal inestimable de grande forme symétrique, jambes courtes, au corps rond, bien nervuré jusqu'à une tête intelligente bien élevée et une encolure joliment attachée et portée, avec la queue pour correspondre ». Le modèle est bréviligne. Une expression populaire britannique dit qu'« un bon Cob d'un bon cavalier est le gentleman d'un gentleman ». Elwyn Hartley Edwards définit le cob comme un « cheval de selle de petite taille au corps trapu, bien planté sur des membres courts et robustes », dont la silhouette est « très aisément reconnaissable ». Un cob est davantage bâti pour la force que pour la vitesse, étant sélectionné pour porter un cavalier plusieurs heures sans fatigue. Il arrive qu'il soit décrit comme étant un « grand poney » par ses éleveurs, notamment chez le Cob Gypsy et Irish. D'autres sources estiment qu'il se définit par la tête et l'encolure d'un poney, ainsi que des jambes courtes.
D'après le dictionnaire de CAB International (édition de 2016), un cob anglais mesure entre 1,47 m et 1,54 m. L'ouvrage de l'auteure allemande Silke Behling donne une fourchette de taille de 1,40 m à 1,55 m.
Selon les règles de la British Show Horse Association (BHSA), le cob est un animal court sur jambes, dépassant 148 cm mais n'excédant pas 155 cm, avec des os et de la substance de qualité, capable de transporter un poids substantiel. Les Cobs doivent avoir des têtes sensibles (quelquefois avec un profil convexe), des yeux exprimant la générosité, une encolure galbée et crested (avec une « crête » sur le dessus), la crinière rasée et le garrot bien défini. Le Cob doit avoir des jarrets puissants et bien définis, et tous les attributs d'un bon hunter. 
Toutes les couleurs de robe sont possibles.

## Utilisations
Du fait de sa polyvalence, de sa taille et de ses capacités de portage, le cob fait un excellent cheval de famille. Cheval dit « à deux fins », un cob est destiné à être monté autant qu'attelé,. En Angleterre, il sert de base de croisement avec des Pur-sangs pour donner des chevaux de type hunter et des chevaux de selle. Les chevaux de type cob ont naturellement des mouvements plus limités que les chevaux de type selle, notamment les Pur-sangs.

## Races de cob
Il existe plusieurs races de cob, pour la plupart dans les Îles Britanniques. La dénomination « Welsh cob » correspond à la section D du stud-book de la race Welsh ; la section C, composée de poneys plus petits, étant nommée « poney Welsh de type cob ». C'est également dans les îles britanniques que se trouvent les deux races de l'Irish cob et du Gypsy cob. 
En France, d'après CAB International, deux races de chevaux cob sont recensées, le Cob normand et le Cob breton. Cependant, l'hippologue Jean-Louis Gouraud estime que le seul cob français est le Cob normand, dernier représentant des chevaux dits à deux fins. Le Cob normand tient son nom de « cob » par analogie avec ses cousins anglais et irlandais auxquels il ressemble beaucoup, le qualificatif de « normand » faisant référence à ses origines,. Le cheval Oldenbourg de l'ancien type peut être considéré comme un cob, bien qu'il soit trop grand. 
Gendry range aussi au nombre des cobs le Nonius hongrois.

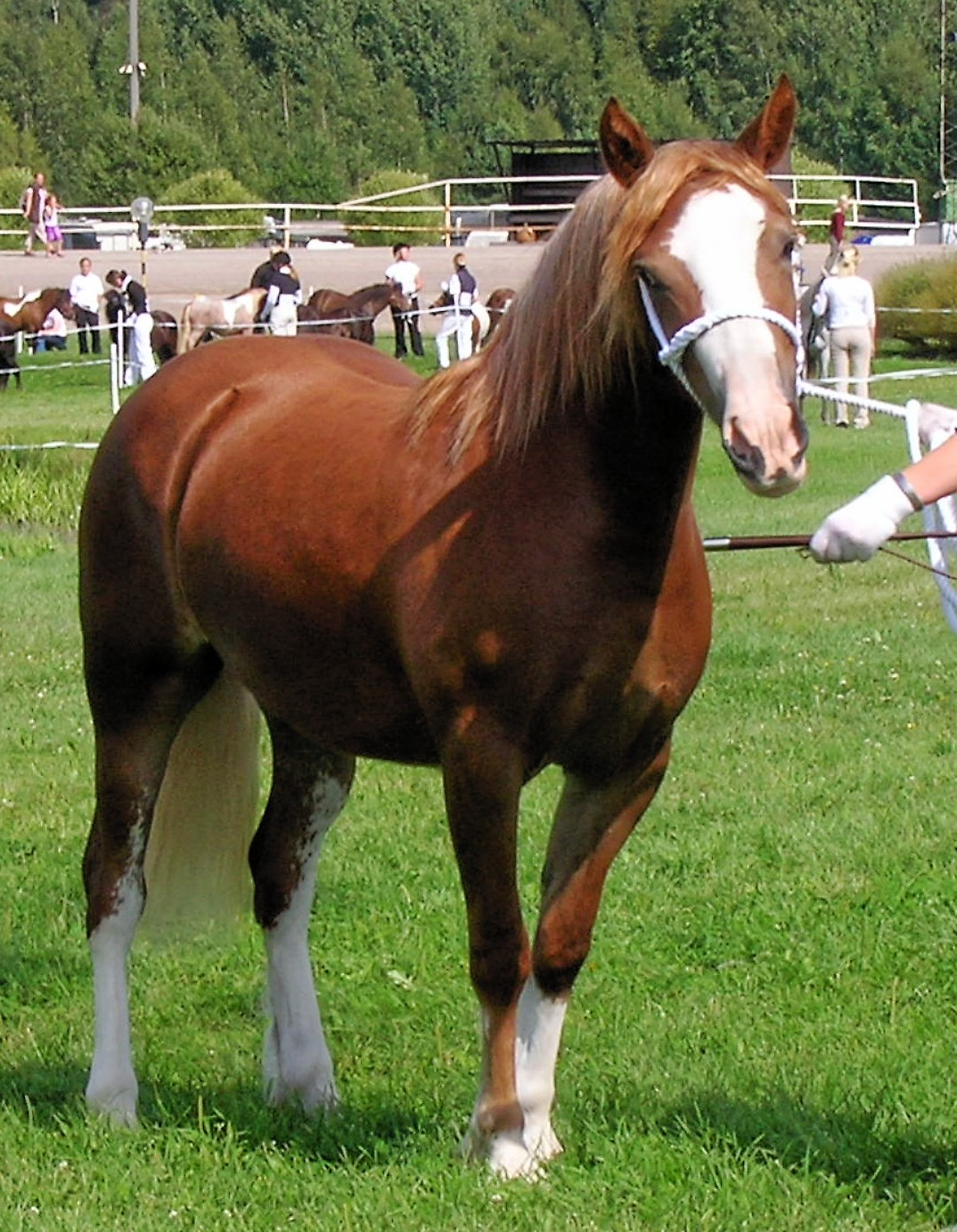
Welsh de type cob
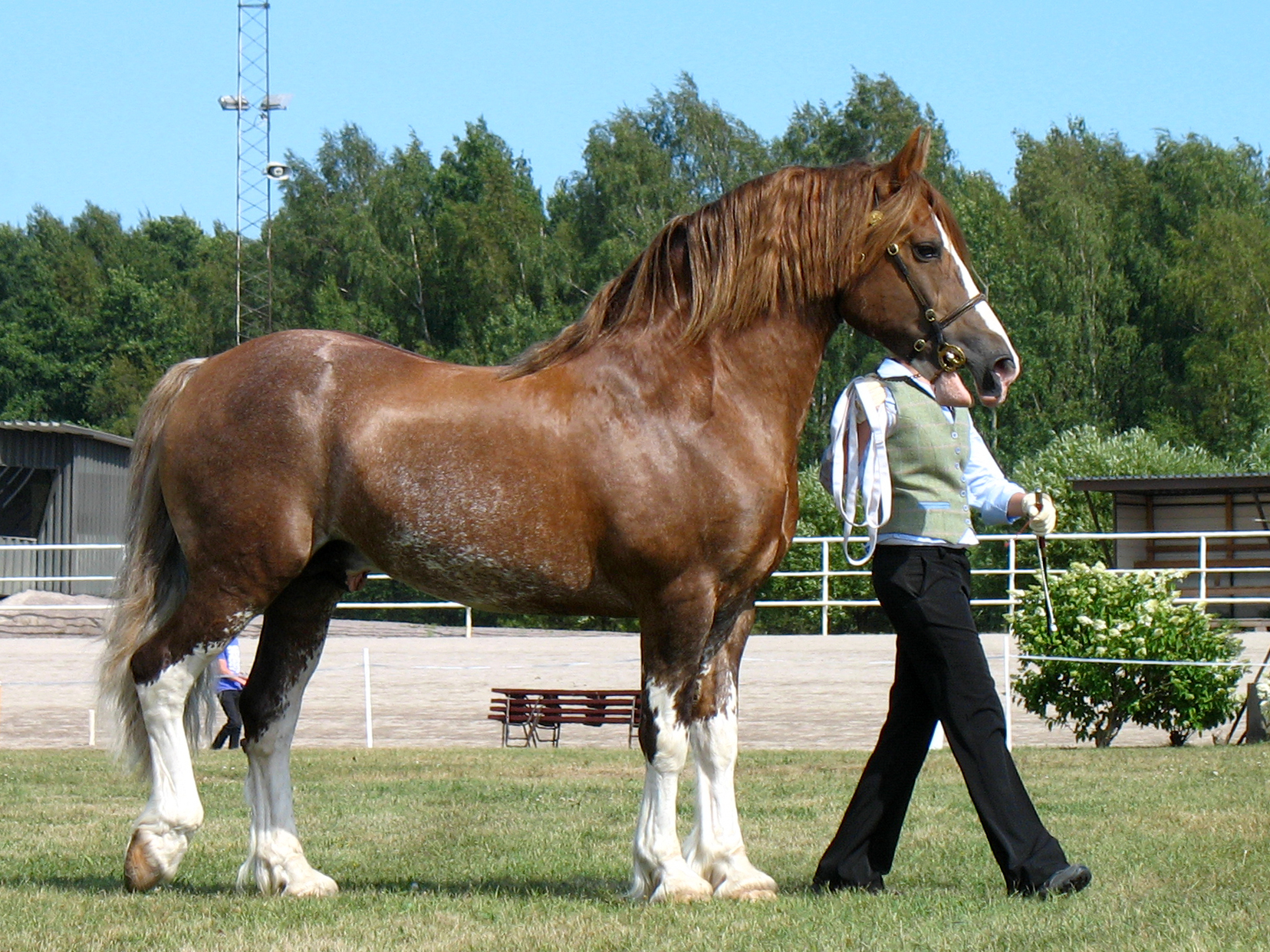
Welsh cob
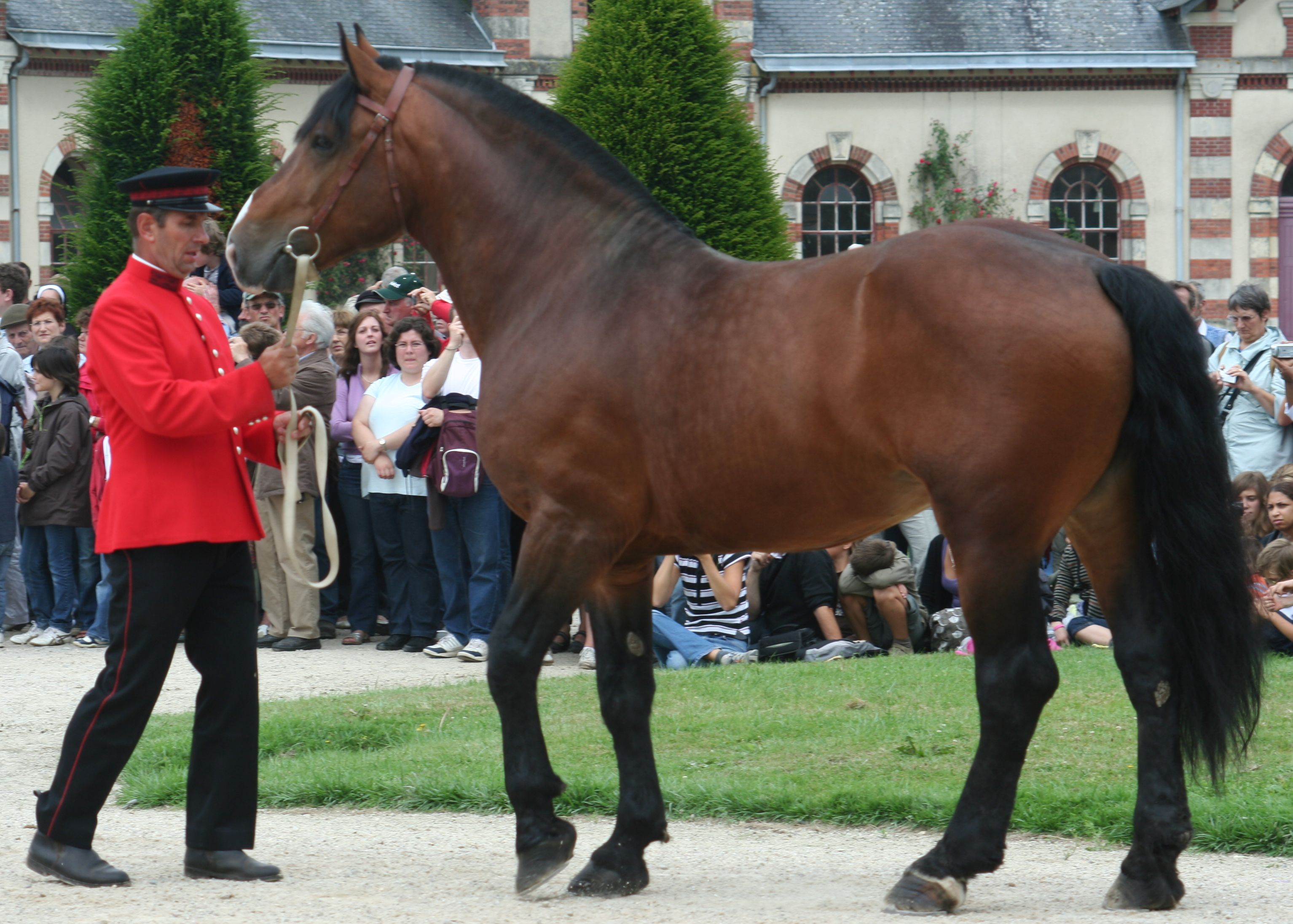
Cob normand
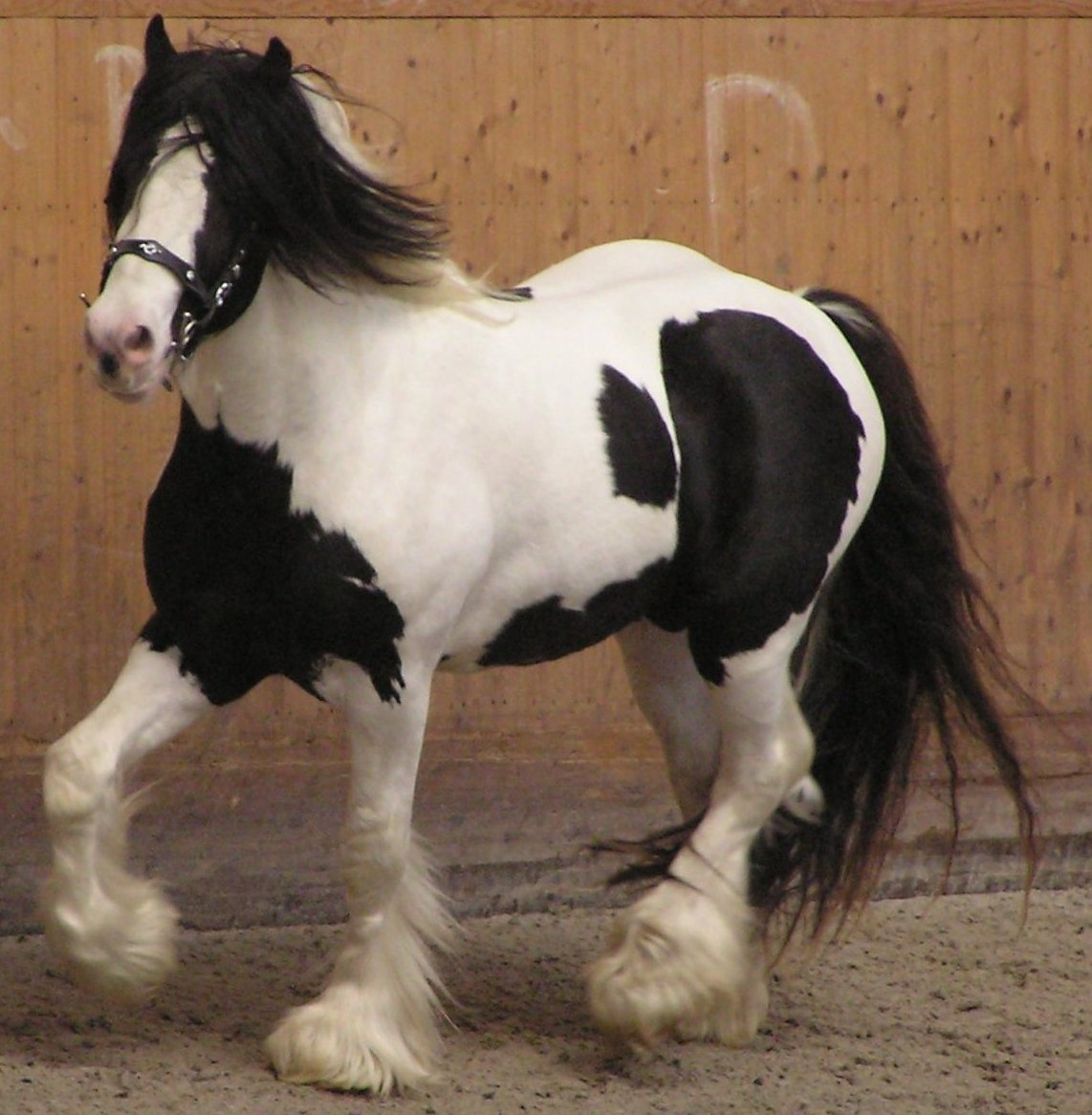
Irish cob
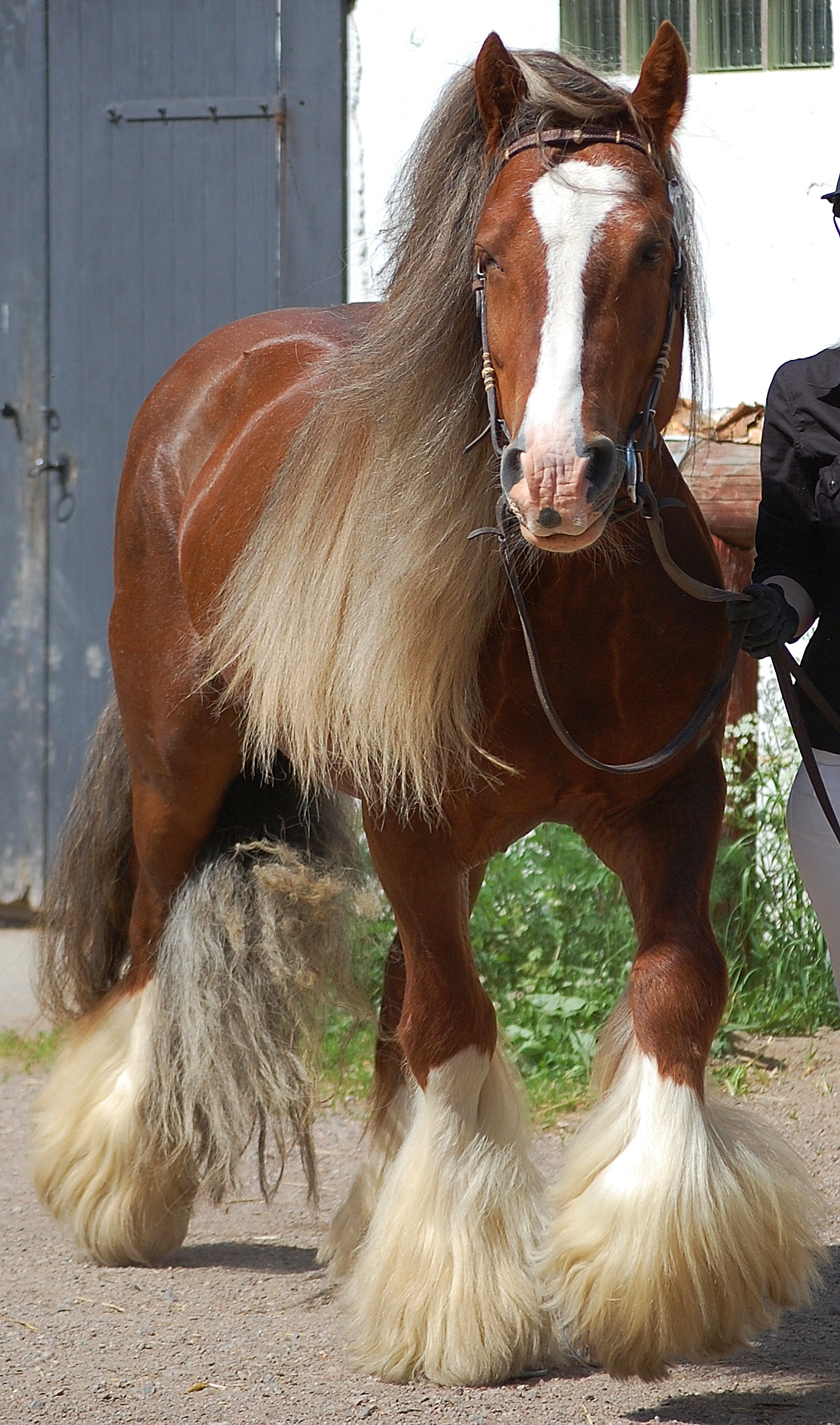
Gypsy cob